# Haliplus panamanus
Haliplus panamanus är en skalbaggsart som beskrevs av Chapin 1930. Haliplus panamanus ingår i släktet Haliplus och familjen vattentrampare. Inga underarter finns listade i Catalogue of Life.